# Senecio riograndensis
Senecio riograndensis là một loài thực vật có hoa trong họ Cúc. Loài này được Matzenb. miêu tả khoa học đầu tiên năm 1996.